# New Works Reflecting the Moment
New Works Reflecting the Moment (Live: SF Jazz Center 2021) ist ein Jazzalbum des SFJazz Collective. Die im Herbst 2021 im SFJAZZ Center in San Francisco entstandenen Aufnahmen erschienen am 17. März 2022 auf SFJAZZ Records.

## Hintergrund
Das SFJAZZ Collective wurde 2004 im SFJAZZ in San Francisco gegründet und ist ein Komponisten-Workshop; zu den Mitgliedern der Gruppe gehören einflussreiche Instrumentalisten und Interpreten des Modern Jazz wie Eric Harland, Stefon Harris, Nicholas Payton, Matt Penman, Warren Wolf und Miguel Zenón. Das Album des SF Jazz Collective von 2022 enthält Arrangements bekannter Pop-, Soul- und Jazztitel wie Marvin Gayes „What’s Going On“, den Standard „Lift Every Voice and Sing“ und Abbey Lincolns „Throw It Away“. New Works Reflecting on the Moment ist des Weiteren ein Programm mit neu geschriebenen Kompositionen der Bandmitglieder, die als Reaktion auf die außergewöhnlichen sozialen und globalen Probleme geschrieben wurden, mit denen die Welt im vergangenen Jahr 2021 konfrontiert war. Zu den Musikern gehörten der Trompeter Etienne Charles, die Tenorsaxophonisten Chris Potter und David Sánchez, der Pianist Edward Simon, der Vibraphonist Warren Wolf, der Bassist Matt Brewer und der Schlagzeuger Kendrick Scott; hinzu kamen die Sänger Gretchen Parlato und Martin Luther McCoy, der auch Gitarre spielte.

## Titelliste
- SF Jazz Collective: New Works Reflecting the Moment (SFJAZZ Records)[1]

1. Lift Every Voice & Sing (James Weldon Johnson, J. Rosamond Johnson; Arrangement: Warren Wolf)
2. Vicissitude (Warren Wolf)
3. Throw It Away (Abbey lincoln; Arrangement: Kendrick Scott)
4. 8'46" (Edward Simon)
5. What’s Going On (Narvin Gaye; Arrangement: Etienne Charles)
6. The Sower (Matt Brewer)
7. Ay Bendito (David Sánchez)
8. Can You See (Chris Potter)
9. Mutuality (Chris Potter)
10. All There Inside (Gretchen Parlato)
11. Already Died for Her (Martin Luther McCoy)

## Rezeption
Nate Chinen schrieb in Take Five (WBGO), wie der Titel schon andeute, betrachtet New Works Reflecting the Moment Musik als entscheidende Antwort auf soziale Probleme. Aber diese Haltung beziehe sich auch auf die Eigenkompositionen im Programm, darunter „Mutuality“, geschrieben von Chris Potter, dem musikalischen Leiter des SFJAZZ Collective, der die Melodie mit einem improvisierten Vorspiel auf dem Tenorsaxophon ausstattet.
Das SFJAZZ Collective ist mit dem Lincoln Center Orchestra in dem Sinne parallel gelaufen, dass sich jedes über einen Bestand an historischem und in Auftrag gegebenem Repertoire definiert habe, schrieb John McDonough im Down Beat. Aber das Collective habe sich mehr auf das Zeitalter nach 1960 beschränkt, dessen Inklusivität weiterhin einen Großteil der zeitgenössischen Jazzszene bestimme. Das gelte für das Programm auf diesem Albu. Jeder Spieler habe ein Stück komponiert oder arrangiert, das ein aktuelles Anliegen widerspiegle. Die Themen seien das, was man erwarten würde – Rassismus, Aufstand, Klimakrise, COVID-19 – alle sehr 20/20-ish und darunter einige besser als andere. Doch die Politik werde mehr in den Programmnotizen der Musiker als in der Musik ausgestrahlt, was nicht immer das sei, was man erwarten würde. Edward Simons „8’46“ etwa erinnere an den Mord an George Floyd mit Gretchen Parlatos lieblicher, wortloser Stimme in einem überraschend besinnlichen, weichen und lyrischen Stück Tonpoesie. Und das durchkomponierte „Sower“ von Matt Brewer scheint seltsam losgelöst von der dystopischen Welt des Jahres 2024, die seine Inspirationsquelle ist.